# آنتون قیاله
آنتون قیّاله (به عربی: أنطون قیَّالة) کشیش مارونی و نویسنده لبنانی در اواخر سدهٔ هجدهم میلادی و اوایل نوزدهم بود. زادروز و تاریخ درگذشتش معلوم نیست اما قطعاً در اواخر سدهٔ هجدهم می‌زیسته است. شرف الملة المارونیة اثر برجای‌ماندهٔ اوست.